# Héctor Castro
Héctor Castro (Montevidéu, 29 de Novembro de 1904 – Montevidéu, 15 de Setembro de 1960) foi um futebolista e treinador de futebol uruguaio. Celebrizou-se como autor do último gol da Copa do Mundo de 1930 e por construir uma vitoriosa carreira mesmo sem possuir a mão direita, o que lhe rendeu o apelido de El Manco ou El Divino Manco. Ídolo no Nacional como jogador e treinador, tornou-se também, ao falecer, o primeiro ex-jogador velado na sede do clube. Castro conseguia jogar em qualquer posição ofensiva, virando sinônimo de atrevimento, dinâmica e entrega.
Ele é um dos 11 futebolistas Campeões Olímpicos e também da Copa do Mundo.

## Origens
Filho de um casal espanhol, Castro precisava trabalhar desde os dez anos de idade, sendo retirado pela própria família da escola noturna para inicialmente vender jornais. Perdeu a mão direita aos treze anos de idade, em um acidente com uma serra elétrica no seu trabalho como carpinteiro, necessário em função da situação humilde de sua família, que morava nos subúrbios de Montevidéu. Recebeu assim o apelido de Manco ainda na escola. Sonhava com a medicina, algo interrompido com a tragédia, que o deixaria uma pessoa calada e melancólica, mas que conseguia manter conforto jogando futebol. Jogando, conseguia rir das missões ditas "impossíveis".

## Carreira em clubes

### Anos 20
Seu talento já era comentado antes do acidente e aos dezesseis anos ele já estreava no time adulto do Lito, onde conheceu José Pedro Cea, também revelado nesta equipe e seu futuro colega no Nacional e na seleção uruguaia campeã da primeira Copa do Mundo. Castro chegou ao Nacional ainda antes dos vinte anos completos, em 1924, ano em que conseguiu imediatamente seu primeiro título no campeonato uruguaio, já como titular. Também de forma meteórica, já integrou a seleção campeã da Copa América daquele ano, sendo ainda reserva no elenco uruguaio campeão olímpico também naquele ano.
O clube, porém, só voltaria a ser campeão nove anos depois, nem sempre por falta de méritos: não houve campeonato em 1930 em função da primeira Copa do Mundo,[carece de fontes?] realizada no Uruguai e para a qual o Nacional foi base da seleção, com quatro titulares na decisão  e nove convocados, que seriam respectivamente cinco e dez se o goleiro Andrés Mazali não fosse previamente afastado uma semana antes da estreia, por indisciplina ao abandonar a concentração de oito semanas.

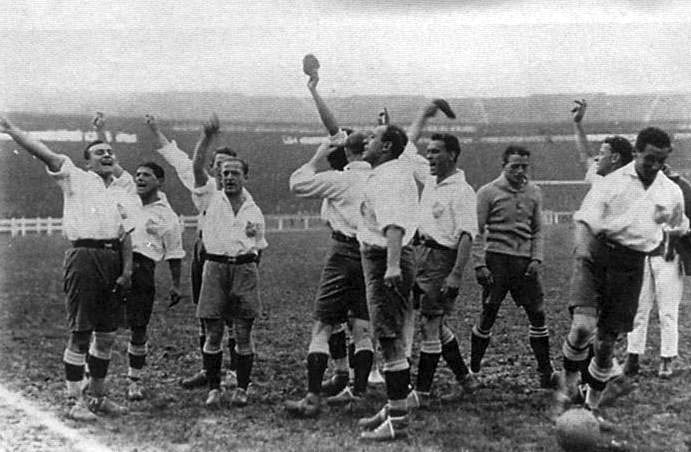
Urra dos jogadores do Nacional em Paris na excursão de 1925. Castro é o jogador mais à direita, com o pé na bola.

No ano de 1925, também não houve campeonato; até o ano anterior, havia um cisma com duas ligas separadas, com uma contendo o Nacional e a outra, o Peñarol.[carece de fontes?] assim, naquele ano de 1925 os tricolores organizaram uma vitoriosa excursão à Europa. Castro marcou dezoito gols ao longo de 38 jogos, dentre eles três no 7-0 sobre a seleção neerlandesa em Roterdã, o do empate em 1-1 contra a seleção austríaca,[carece de fontes?] uma das mais fortes do continente na época,  em Viena e um no 5-0 sobre o Sporting Clube de Portugal na capital portuguesa.[carece de fontes?] A excursão, no ano seguinte ao primeiro ouro olímpico do futebol uruguaio e sul-americano, confirmou o valor do futebol uruguaio na Europa. 700 mil pessoas viram o Nacional ao longo de 38 partidas. Foram 130 gols marcados, somente 30 sofridos, com 26 vitórias e somente cinco derrotas.
O clube também fez outra turnê vitoriosa em 1927, às Américas Central e do Norte. Castro marcou dezoito gols em dezessete jogos. Dentre eles, um em vitória por 3-1 sobre a seleção mexicana e três em vitória por 8-1 sobre a seleção espanhola. O clube viria a ser base da seleção campeã das Olimpíadas de 1928.

### Fim de carreira
No ano de 1932, Castro esteve no futebol argentino, contratado pelo Estudiantes de La Plata, sensação do ano anterior, quando teve o melhor ataque do campeonato e disputou o título com o campeão Boca Juniors, que fez cerca de trinta gols a menos. Castro chegou a marcar um gol em 6-1 sobre o rival Gimnasia y Esgrima, no que foi a maior goleada do clássico platense até o 7-0 de 2006. Em 1932, os alvirrubros terminaram em sexto, abaixo somente dos cinco grandes do futebol argentino (Boca Juniors, River Plate, Independiente, Racing e San Lorenzo), enquanto o rival Gimnasia foi o sétimo.[carece de fontes?]
Castro voltou ao Nacional em 1933, ano em que o clube voltou a ser campeão uruguaio. Foi após uma edição interminável, a mais longa da história da competição, que só foi concluída em novembro do ano seguinte. Foram necessários quatro jogos finais contra o Peñarol, já adentrando no ano de 1934, em maio, agosto, setembro e o último, em novembro, enquanto o campeonato próprio pelo ano de 1934 já estava em andamento desde julho. No torneio de 1933, Castro dividiu a titularidade com Pedro Petrone, que voltava de uma passagem de sucesso pelo futebol italiano, mas que precisou retirar-se da disputa após denúncia de seu clube na Itália. Outro ídolo que saiu durante a competição foi o brasileiro Domingos da Guia, transferido ao Boca Juniors. Outro brasileiro era Patesko.
Peñarol e Nacional terminaram igualados na liderança e uma primeira final foi agendada para maio do ano seguinte. O jogo terminou em 0-0, mas ficou conhecido pelo "gol da mala", pois um arremate do adversário brasileiro João de Almeida "Bahia" foi para fora. A bola voltou a campo após rebater na mala de um membro da comissão técnica do Nacional, e assim o aurinegro Braulio Castro chutou para as redes. O árbitro não era famoso e seus gestos confundiram os jogadores do Nacional, que acreditaram que ele estava validando o lance, gerando um tumulto que suspendeu a partida no minuto 70. José Nasazzi e Juan Labraga foram expulsos por agressões ao juiz. Os vinte minutos restantes foram disputados somente em agosto, a portões fechados. A partida continuou em 0-0 e disputou-se uma prorrogação de sessenta minutos. O placar não se alterou. O Nacional precisou jogar com nove jogadores, por ser uma continuação do dia em que Nasazzi e Labraga foram expulsos. Castro também não jogou, mas o clube conseguiu segurar o 0-0.
Assim, novo jogo foi marcado para setembro, dessa vez para a disputa de novos 90 minutos regulamentares. Novamente, precisou-se jogar mais 60 minutos de prorrogação. Ainda assim, o placar foi novamente 0-0. Castro, novamente, não jogou. Mas retornou na quarta final, em novembro. Foi sua consagração: marcou os três gols tricolores na vitória por 3-2, cumprindo uma promessa feita no intervalo ao presidente do clube, Atilio Narancio. El Manco terminou carregado nos ombros alheios ao fim da decisão. O campeonato de 1934, por sua vez, alargou-se até abril do ano seguinte, encerrando-se com o clássico com o Peñarol na rodada final. O empate em 1-1 favoreceu o Nacional, apesar dos tricolores jogarem a última meia hora com nove homens, devido às expulsões de Aníbal Ciocca e do próprio Castro. O clube sagrou-se assim o primeiro bicampeão seguido do profissionalismo uruguaio e Castro foi um dos convocados à seleção para a Copa América de 1935.
Castro parou de jogar outro ano mais tarde, em 1936. É o sétimo maior artilheiro do campeonato uruguaio, com 107 gols e 101 partidas.

## Seleção Uruguaia

### Início como reserva

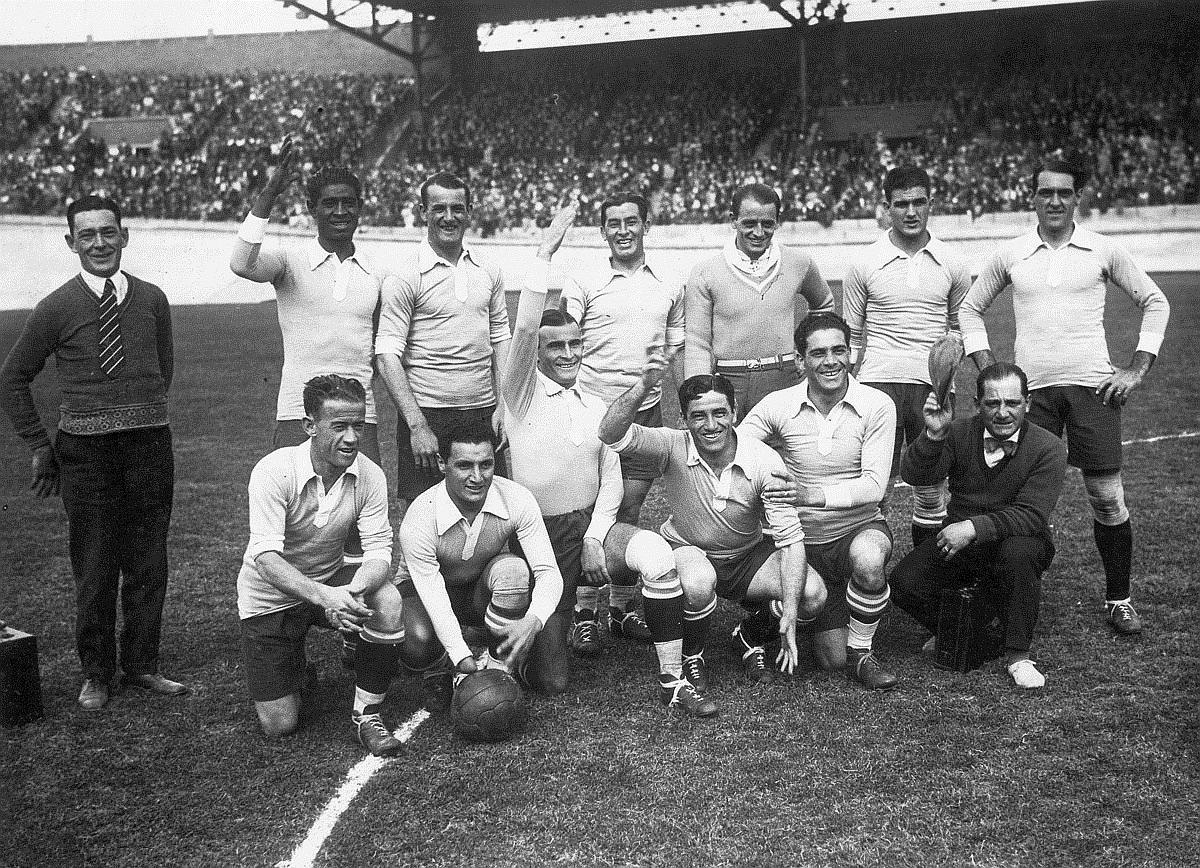
O Uruguai nas Olimpíadas de 1928, no dia em que ganhou por 4-1 da Alemanha. Autor de um gol, Castro aparece sorrindo com a bola, sendo o segundo jogador agachado.

Castro estreou pela seleção uruguaia em 1923,[carece de fontes?] quando ainda jogava no Lito. Foi na data de 25 de novembro,[carece de fontes?] em vitória por 2-1 sobre o Brasil na Copa América daquele ano.[carece de fontes?]
Integrou o elenco que em 1924 foi campeão nas Olimpíadas de Paris e na Copa América daquele ano, mas sem jogar nenhuma partida em ambas as competições.[carece de fontes?]
Ficou marcado inicialmente como um eterno reserva. Destacou-se na Copa América de 1926, em que o Uruguai foi campeão e El Manco, vice-artilheiro da competição com seis gols, quatro deles na rodada final no 6-1 contra o Paraguai e o segundo na vitória por 2-0 no clássico com a Argentina.[carece de fontes?] Foi vice-artilheiro e titular também na Copa América de 1927. Foi nessa competição que El Manco virou El Divino Manco. O torneio foi vencido pela Argentina, mas classificou também o vice Uruguai para as Olimpíadas de 1928.[carece de fontes?]
Nos Jogos de Amsterdã, porém, Castro só jogou duas vezes.[carece de fontes?] Após eliminarem os anfitriões neerlandeses, os uruguaios sofreram vaias da torcida nos jogos seguintes. Um deles foi contra a Alemanha, derrotada por 4-1 com Castro marcando o terceiro da Celeste.[carece de fontes?] Atuou apenas porque o titular Héctor Scarone havia se machucado. Sua outra partida foi na primeira decisão contra a Argentina, que terminou empatada.[carece de fontes?] Para a segunda partida, Castro voltou à reserva, diante da recuperação de Scarone.

### A consagração em 1930

Seleção uruguaia antes da final da primeira Copa do Mundo. Castro é o terceiro jogador agachado, usando a mão esquerda para cobrir a amputação na mão direita.

Castro voltou à titularidade para a Copa América de 1929, sem desta vez marcar gols. A Argentina foi campeã.[carece de fontes?] El Manco foi convocado à Copa do Mundo FIFA de 1930, mas só disputou a estreia em função, novamente, de lesão de Héctor Scarone nas vésperas da partida. Coube a Castro a honra de marcar o primeiro gol uruguaio na história da competição. Foi também o primeiro gol do estádio Centenário, cuja inauguração oficial foi naquela ocasião. Porém, o resultado, um magro 1-0 contra o Peru, seleção criada apenas três anos antes, despertou severas críticas da imprensa; O jornal El País chegou a escrever que "Os Deuses estão cansados!". Scarone voltou à titularidade na partida seguinte e o Uruguai bateu por 4-0 a Romênia, marcando todos os gols nos primeiros 35 minutos.
Castro só voltou a jogar na final do torneio, novamente em função da lesão de um titular, dessa vez de Peregrino Anselmo, que sofrera uma distensão muscular na coxa. O próprio Anselmo, assim como o capitão José Nasazzi, escolheram Castro como o mais apto para uma partida daquele porte. A outra opção era Pedro Petrone. Castro chegou a receber um telefonema anônimo na véspera, no qual ouviu uma proposta de suborno de 50 mil pesos, com ameaça à sua vida caso recusasse. Custou a pegar no sono.
El Manco preferiu contar o ocorrido ao técnico Alberto Suppici mesmo ciente de que isso poderia fazer com que a vaga ficasse com Petrone. Mas foi mantido e foi de Castro o passe para o primeiro gol, de Pablo Dorado. A bola estava para ser chutada pelo velho amigo José Pedro Cea, que construíra a jogada pela meia-direita, na risca da grande área, atraindo a marcação de dois adversários. Ao notar Dorado livre, Castro antecipou-se a Cea passou a bola ao outro colega.

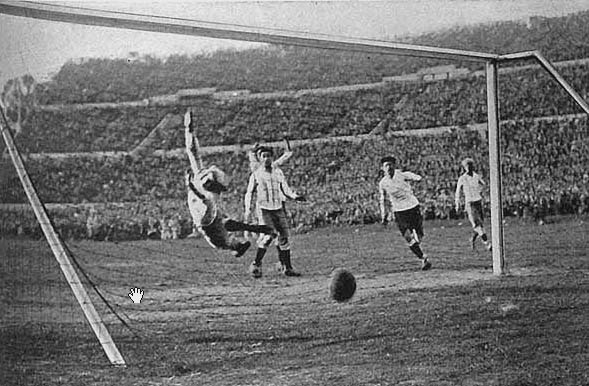
A bola entrando no quarto gol uruguaio na decisão de 1930, feito de cabeça por Castro.

A Argentina virou o placar para 2-1 ainda no primeiro tempo. No segundo, foi a vez dos uruguaios conseguirem a virada para 3-2, aos 23 minutos. Assim, os adversários iniciaram contínua pressão pelo empate, dominando a partida. A final só foi definida no penúltimo minuto, em contra-ataque no qual Dorado cruzou. Castro saltou mais alto que José Della Torre e cabeceou de modo certeiro para garantir o título. Foi descrito como o mais emocionado entre os campeões.
A Celeste, porém, se recusaria a participar da Copa do Mundo FIFA de 1934, na Itália, em retaliação pela larga ausência das seleções europeias na edição de 1930. Até hoje foi a única vez em que o campeão do torneio anterior não defendeu o título. Castro ainda defenderia o país em 1935, disputando a Copa América daquele ano. A competição não era realizada desde 1929.[carece de fontes?]
El Manco novamente campeão sobre os argentinos, que outra vez sofreram gol dele, o primeiro em vitória por 3-0. O campeonato classificava o campeão Olimpíadas de 1936, mas razões econômicas levaram o Uruguai a abdicar da vaga, recusada também por outros postulantes até ficar com o Peru.[carece de fontes?]
Sua última partida pelo Uruguai ocorreu em 15 de agosto de 1935,[carece de fontes?] já após a Copa América, data de derrota por 3-0 para a Argentina em Avellaneda pela Copa Juan Mignaburu.[carece de fontes?]

## Treinador
Entre 1939 e 1943, o Nacional foi pentacampeão seguido no campeonato uruguaio, algo até então inédito para qualquer clube na competição. Castro foi o técnico no chamado Quinquenio de Oro. Inicialmente, ele era o auxiliar do escocês William Reaside em 1939, cujo campeonato só foi definido em um jogo extra contra o Peñarol, em abril do ano seguinte, já com Castro como técnico. O clássico foi vencido por 3-2. O título próprio de 1940, por sua vez, veio em goleada de 5-1 sobre o grande rival. Já o de 1941 foi histórico: o clube venceu todos os seus vinte jogos, algo provavelmente único em um campeonato profissional de uma potência do futebol. E essa campanha incluiu a maior goleada da história da rivalidade principal do país, um 6-0 sobre o Peñarol. Ficou conhecido como "o dia do 10-0", pois no mesmo dia houve partida prévia entre os quadros reservas de ambos os clubes, com o Nacional ganhando por 4-0.
O título de 1942 incluiu nova goleada no clássico, por 4-0. O Quinquenio foi finalizado com nova vitória sobre o Peñarol, o 3-1 em novembro de 1943. Foi a décima vitória tricolor seguida na rivalidade, sequência de vitórias jamais igualada no clássico. O clube também ganhou as Copas Ricardo Aldao em 1940 e 1942. Eram troféus disputados com os campeões do campeonato argentino. Foram derrotados a dupla Boca Juniors (1940) e River Plate, derrotado por 4-0 mesmo possuindo o célebre elenco apelidado de La Máquina.
O Nacional voltou a ser campeão uruguaio em 1946, mas já com Enrique Fernández como técnico. Castro foi reincorporado em 1952 e novamente, campeão, em torneio finalizado em jogo-extra em fevereiro contra o Peñarol, derrotado por 4-2 com Obdulio Varela perdendo pênalti. O clube só voltaria a ser campeão em 1955, já com Ondino Viera como treinador.
Castro também treinou a seleção uruguaia. Foi em 1959, na primeira das duas Copas América daquele ano, a realizada na Argentina. O Uruguai não foi bem, terminando em penúltimo.[carece de fontes?] Castro foi um dos envolvidos em confusão generalizada na partida contra o Brasil, marcada pelo ressentimento ainda vívido dos brasileiros pelo Maracanaço. Castro faleceria no ano seguinte, sendo o primeiro ex-jogador velado na sede do Nacional.